# NGC 109
NGC 109 es una galaxia espiral barrada localizada aproximadamente a 240 millones de años luz de distancia en la constelación de Andrómeda. Fue descubierta en 1861 por Heinrich d'Arrest y su magnitud aparente es 13,7.